# لیک بروس (ایندیانا)
لیک بروس (به انگلیسی: Lake Bruce) یک منطقهٔ مسکونی در ایالات متحده آمریکا است که در شهرستان فولتن، ایندیانا واقع شده‌است. لیک بروس ۲۲۴٫۰۳ متر بالاتر از سطح دریا واقع شده‌است.